# Осока ледниковая
Осока ледниковая (лат. Carex glacialis) — вид травянистых растений рода Осока (Carex) семейства Осоковые (Cyperaceae).

## Ботаническое описание
Многолетнее травянистое растение. Корневище дернистое; стебли в более или менее значительном числе образуют довольно густую дерновинку, 6—18 см высотой и ½—¾ мм толщиной, тупо- и неясно-трёхгранные, гладкие, в нижней части облиственные и при основании одетые тёмно-пурпуровыми влагалищами. Листья почти вдвое короче стеблей, очень узкие, 0,5—1 мм шириной, несколько вдоль сложенные и оттого сверху желобчатые, на кончике 3-гранные и по краям остро-шероховатые, жестковатые.
Соцветие негустое, 1—2,5 см длиной из 3—4 колосков; из них верхушечный — мужской, линейный или веретенообразный, почти сидячий, 4—8 мм длиной; остальные — женские, продолговатые, 4—6 см длиной и 2—3 мм шириной, сидячие или самый нижний иногда на коротком (до 6 мм длиной) цветоносе, выходящем из короткого (до 2 мм длиной) влагалища прицветника, снабженного узкой, почти щетиновидной пластинкой, более короткой или почти равной колоску. Колоски во время созревания плодов рыхлые с малым числом (2—5) цветков (мешочков), расставленных на коленчато (зигзагообразно) изогнутой колосковой оси на расстоянии около 1 мм друг от друга. Женские прицветные чешуйки округло-яйцевидные, туповатые или коротко-заострённые, черновато-пурпуровые, с узкой бледной или зеленоватой срединной полоской и широкими беловато-плёнчатыми краями. Мешочки немного или почти в 1½ раза длиннее чешуек, 2—2¼ мм длиной и около 1¼ мм шириной, широко-обратно-яйцевидные, округло-трёхгранные, гладкие, без заметных жилок, в нижней части зеленовато-соломенные, в верхней — грязновато-пурпуровые, быстро переходящие в короткий (около ⅓ мм), грязновато-тёмно-пурпуровый, на кончике беловато-плёнчатый, почти цельный носик. Рылец 3. Плоды в июле и начале августа.

## Распространение и экология
Северная Америка и Евразия. Растёт в альпийской и арктической областях на сухих склонах, в сухих редколесьях и каменистых тундрах.